# ネマニッチ朝
ネマニッチ朝（セルビア語キリル・アルファベット: Немањић）は、中世セルビアの王朝である。1166年から1371年までセルビアを支配し、12人の君主を輩出した。
ヴカノヴィッチ王朝（1101–1166）の分家の末裔であるステファン・ネマニャを始祖とする。ネマニャの後、すべての君主はステファンを個人名、または統治者の名前として使用し、王室の伝統となった。 君主は大公として始まり、1217年にステファン・ネマニッチが戴冠したことで王国に昇格し、1219年にセルビア正教会が設立された。 1346年、ステファン・デュシャンはセルビア人とギリシャ人の皇帝に戴冠し、セルビアの大司教は総主教区に昇格した。
1371年にステファン・ウロシュ5世が子を持たずに亡くなったため、ネマニッチ朝によるセルビア統治は終了した。これはセルビア帝国の崩壊につながり、州の領主は自立した。ネマニッチ家の残ったメンバーは名目上のセルビア皇帝でテッサリアの支配者ジョン・ウロシュと彼の弟ファルサラの支配者ステファン・ウロシュである。
ネマニッチ朝の子孫は、いくつかのセルビアの家の母系を通してのみ生き残った。

## 背景

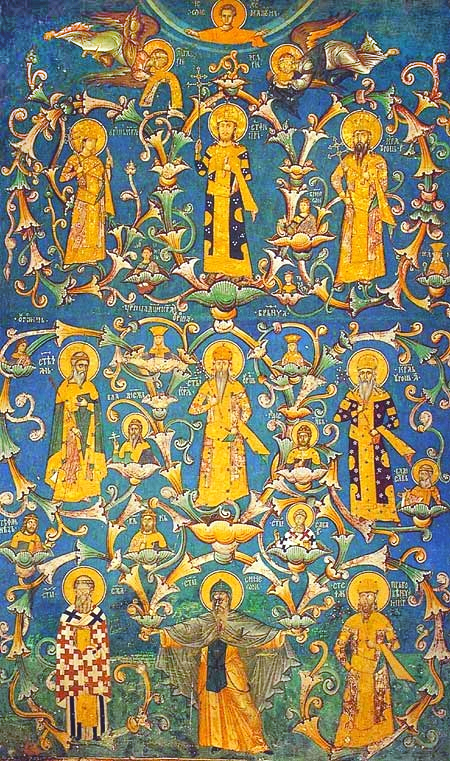
ネマニッチ朝、デチャニ修道院の14世紀のフレスコ画

セルビア人は、ビザンツ帝国の近くのスラヴ人として、いわゆるスクラビニア（「スラヴ人の土地」）に住んでいた。この地域は当初ビザンツ帝国の支配下になく、独立していた。8世紀にヴラスティミル朝がセルビア公国を建国した。
822年、セルビアはダルマチアの大部分に広がり 、870年頃にキリスト教が国教として採用された。
10世紀半ばには、アドリア海沿岸のネレトヴァ川、サヴァ川、Morava、シュコダル湖に広がる部族連合へと発展していった。
ヴラスティミル朝の最後の当主の死後、領国はばらばらになった。ビザンツ帝国がこの地域を併合し、1040年にヴカノヴィッチ王朝のセルビア人がDuklja（Pomorje）で反乱を起こすまで1世紀の間支配した。1091年、ヴカノヴィッチ王朝は、ラシュカ（ザゴリエ）を拠点とするセルビア大公国を建国した。2つに分かれた地域は1142年に統合された。
1166年、ステファン・ネマニャが王位に就き、ネマニッチ朝のセルビア支配が始まった。

## ネマニッチ朝のセルビア

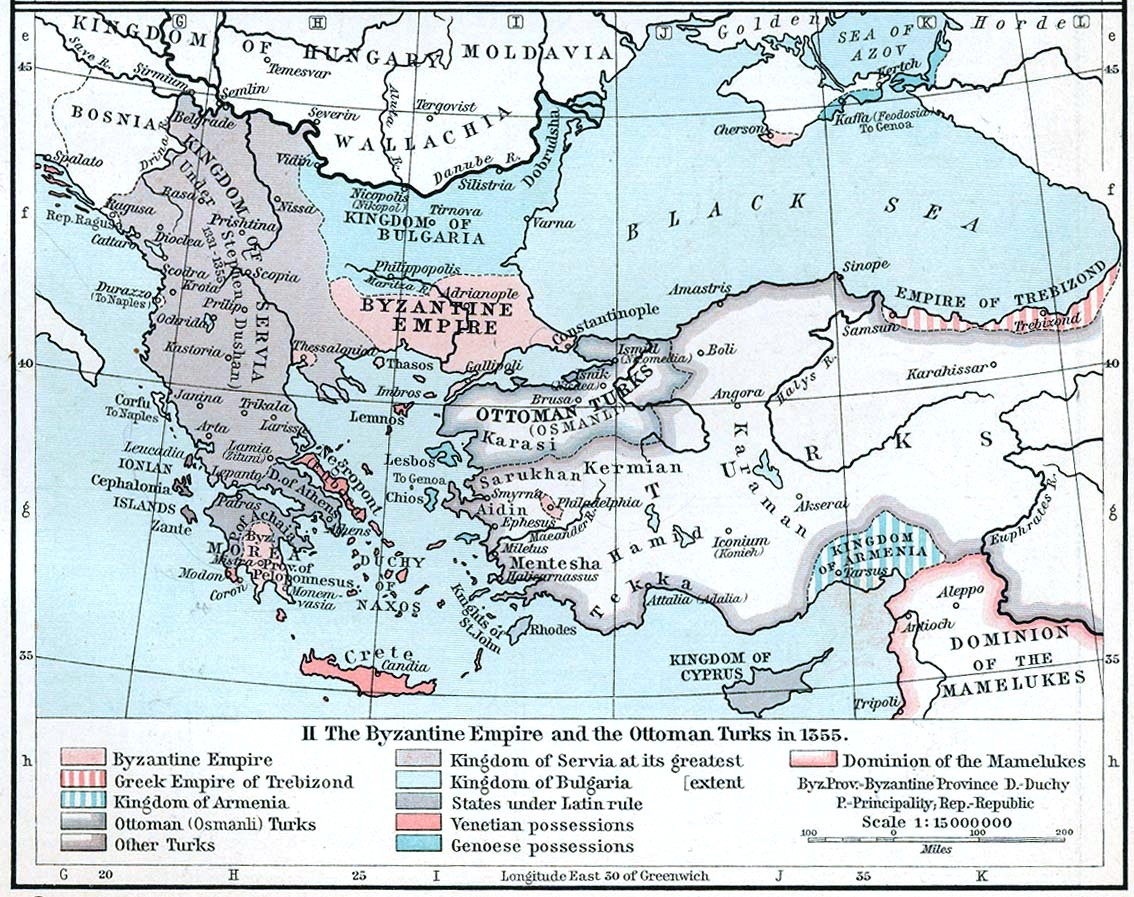
セルビア帝国 1355年

セルビアはネマニッチ朝の時に最盛期を迎えた。セルビア王国は1217年に建国され、1219年にセルビア正教会が設立された。同じ年に、聖サワはセルビアで最初の憲法を発表した。
皇帝ステファン・ドゥシャンは1346年にセルビア帝国の建国を宣言した。ドゥシャンの統治中、セルビアは領土的にも政治的にも経済的にも最盛期を迎え、ビザンツ帝国の後継者であると宣言し、当時バルカン半島で最も強力な国家だった。ドゥシャン法典として知られる広範な憲法を制定し、新しい交易路を開拓し、州の経済を強化した。セルビア中世の政治的アイデンティティは、この王朝の支配と、セルビア正教会によって支援され育てられた成果によって、深く形作られてきたのである。 
ステファン・ドゥシャンはトルコの脅威に対抗するために教皇との十字軍を編成しようと試みたが、1335年12月に突然死亡した。帝国は息子のウロシュに引き継がれたが、ウロシュは弱者と呼ばれ、帝国も徐々に封建的な分断に陥っていった。これは、アジアからヨーロッパに拡がり、ビザンツ帝国を征服し、その後バルカン半島の他の国々を征服するオスマン帝国という新たな脅威によって特徴づけられた時期だった。

## 君主
ネマニッチ朝はセルビアを1166年から1371年まで支配した。
1. ステファン・ネマニャ (1166-1196)
2. Vukan Nemanjić (1202-1204)
3. ステファン・ネマニッチ (1196-1202、1204-1228)
4. ステファン・ラドスラヴ (1228-1233)
5. ステファン・ヴラディスラヴ (1233-1243)
6. ステファン・ウロシュ1世 (1243-1276)
7. ステファン・ドラグティン (1276-1282、1282-1316)
8. ステファン・ウロシュ2世ミルティン (1282-1321)
9. ステファン・コンスタンティン (1321-1322)
10. ステファン・ウロシュ3世デチャンスキ (1322-1331)
11. ステファン・ウロシュ4世ドゥシャン (1331-1355)
12. ステファン・ウロシュ5世 (1355-1371)

### その他
- Đorđe Nemanjić ゼタ王 (1208-1243)
- Stefan Vladislav II スレム王 (1321-1325)